# Sarin (zenuwgas)
Sarin (GB) is een van de gevaarlijkste zenuwgassen. Het behoort tot de klasse der organofosforverbindingen die interfereren met de signaaloverdracht bij de overgang van de zenuw naar de spiercel (de motorische eindplaat) door het enzym acetylcholinesterase, dat verantwoordelijk is voor de afbraak van acetylcholine, onomkeerbaar te blokkeren waardoor het slachtoffer verlamd raakt. Andere vergelijkbare zenuwgassen zijn soman, tabun en VX.
Sarin is een vrij instabiele chemische verbinding. Vooral als ze in onzuivere vorm wordt opgeslagen, ontleedt deze verbinding vrij snel en verliest dan haar werking. Het gas kan worden gebruikt als binair chemisch wapen: sarin wordt dan in situ gevormd wanneer twee op zichzelf minder gevaarlijke stoffen gemengd worden. Deze precursors zijn methylfosfonzuurdifluoride en een mengsel van 2-propanol en 2-propylamine. De laatste stof dient om het bij de reactie vrijkomende waterstoffluoride te neutraliseren.
Sarin is berucht geworden door de terroristische aanslag door de Aum Shinrikyo-sekte in Japan op 20 maart 1995. Op meerdere plaatsen in de metro van Tokio werd sarin vrijgelaten, met 12 doden en 1034 gewonden als gevolg.

## Geschiedenis

### Ontdekking en ontwikkeling
Sarin werd als eerste ontwikkeld door het laboratorium van IG Farben in nazi-Duitsland in 1938, met als hoofdonderzoeker Gerhard Schrader. Deze onderzoeker was een vooraanstaand pesticidespecialist. In 1936 begon hij met een zoektocht naar een krachtiger pesticide in de vorm van organofosforverbinding. In 1936 was hij geslaagd in het ontwikkelen van tabun. De Amerikanen gaven het de naam GA, omdat het de eerste in de G-serie zenuwgassen zou worden. Na de mogelijkheden van het gas te hebben gezien, ging Schrader verder en twee jaar later ontdekte hij sarin (ook bekend als GB). Later zouden de gassen soman (GD) en cyclosarin (GF) ook nog worden ontwikkeld.
In 1939 gaf het laboratorium de gegevens van de zenuwgassen aan het Duitse leger, dat het tijdens de Tweede Wereldoorlog in productie heeft genomen voor de chemische oorlogvoering. Tijdens de oorlog hebben de Duitsers tussen 500 kg en 10 ton sarin geproduceerd, maar het is nooit ingezet tijdens de oorlog. Na de oorlog namen de Verenigde Staten en de Sovjet-Unie het produceren van sarin over en maakten het zo tot hun standaardwapen voor chemische oorlogvoering.

### Incidenten
Sarin werd voor het eerst ingezet tijdens de Irak-Iranoorlog tussen 1980 en 1988 tegen de soldaten van het Iraanse leger door Saddam Hoessein, maar ook tegen zijn eigen bevolking. Irak heeft in maart 1988 over het tijdsbestek van 2 dagen de Koerdische stad Halabja (70.000 inwoners) gebombardeerd met onder andere bommen gevuld met sarin. Hierbij vielen destijds 5000 doden.
In de jaren 90 vonden een aantal terroristische incidenten plaats met sarin. De sekte Aum Shinrikyo gebruikt in 1994 voor het eerst sarin als terroristisch middel. Ze lieten sarin los in het centrum van de Japanse stad Matsumoto (Nagano). Hierbij kwamen 8 mensen om het leven en raakten meer dan 200 personen gewond.
In 1995 liet dezelfde sekte op verschillende plekken in de metro van Tokio sarin los. Hierbij kwamen 12 mensen om, 54 raakten ernstig gewond en 960 raakten lichtgewond. In beide gevallen werd er een onzuivere vorm van sarin gebruikt. Sinds 1997 is het bezit, de productie en ontwikkeling van sarin verboden door het Verdrag chemische wapens (Chemical Weapons Convention).
Het El Al-vrachtvliegtuig dat in 1992 bij de Bijlmerramp neerstortte had een volgens gifgasdeskundigen grote hoeveelheid (ongeveer 190 liter) dimethylmethylfosfonaat aan boord, die bestemd was voor het Israel Institute for Biological Research in Ness Ziona. Dit is de voornaamste staatsinstelling van Israël voor onderzoek naar de werking van gifgassen. Daarnaast waren nog twee van de drie andere componenten voor de bereiding van sarin aan boord van het toestel gebracht (waterstoffluoride en isopropanol).
Op 16 september 2013 werd in een VN-rapport bevestigd dat bij de aanslag op 21 augustus 2013 tijdens de burgeroorlog in Syrië sarin was gebruikt tegen burgers, maar er werd niet vermeld wie achter de chemische aanval zat.

## Synthese
Sarin bezit op fosfor een stereogeen centrum, zodat er twee enantiomeren mogelijk zijn. De meeste synthesemethoden produceren het racemisch mengsel. Een eerste synthesemethode is de reactie van methyljodide (2) met een isopropylester van fosforigzuur (1):
Een andere (Amerikaanse) synthesemethode vertrekt van dimethylmethylfosfonaat (1), dat met thionylchloride reageert tot methylfosfonzuurdichloride (2). Dit dichloride wordt met waterstoffluoride omgezet tot het difluoride (3):
Het ontstane methylfosfonzuurdifluoride wordt met 2-propanol gemengd, waardoor sarin gevormd wordt:

## Toxicologie en veiligheid
Sarin komt bij kamertemperatuur voor als een vloeistof die zowel in vet als in water oplosbaar is. De opname in het lichaam kan op verschillende manieren plaatsvinden. De aerosol of gasvorm van sarin wordt opgenomen via het ademhalingsstelsel van de mens.
Sarin kan ook door het oog worden geabsorbeerd of door de huid worden opgenomen. Als sarin door de huid wordt opgenomen kan het daar kleine ophopingen vormen, wat zorgt voor een vertraagde absorptie.
Sarin werkt net als andere zenuwgassen op het enzym acetylcholinesterase. Er zijn hierbij drie aminozuren betrokken: histidine, glutamine en serine. Sarin is met name een zeer krachtige inhibitor van acetylcholinesterase: het bindt met een serineresidu, waarbij het fluoride als leaving group dient. Daardoor ontstaat een ester, die ervoor zorgt dat acetylcholinesterase het acetylcholine niet meer kan afbreken. Op die manier stapelt het zich op in de synaps. Acetylcholine is een belangrijke neurotransmitter, die vooral betrokken is bij de impulsoverdracht van de zenuw naar de skeletspiercellen. Opstapeling zorgt er dus voor dat de spiercellen zich niet meer voldoende kunnen ontspannen en dit leidt onder meer tot stuiptrekkingen.

### Symptomen
Personen die met sarin vergiftigd zijn kunnen volgende symptomen vertonen: vernauwing van de pupillen (miosis), pijn in en om het oog, verslechterd of wazig zicht, gevoel van zwaarheid, misselijkheid, braken, diarree, buikpijn, krampen, loopneus, vernauwing van de luchtwegen (bronchoconstrictie), opbouw van vocht in de longen, lichte tot matige moeilijkheden bij de ademhaling (dyspneu) en hoesten.
Naast bovengenoemde symptomen kunnen bij ernstige blootstelling ook bewusteloosheid, epileptische aanvallen, spiertrekkingen (fasciculatie), spierverzwakking en de dood optreden.
Contact met de huid kan leiden tot overmatig zweten, spiertrekkingen (fasciculatie) op plaats van contact, misselijkheid, braken en diarree. Bij ernstig contact treden de symptomen 2 tot 30 minuten na blootstelling op.